# Крагуевацкий университет
Крагуевацкий университет (серб. Универзитет у Крагујевцу) — один из университетов Сербии, находится в городе Крагуеваце. Основан 21 мая 1976 года.
В настоящее время университет Крагуеваца превратился в современный образовательный и научно-исследовательский центр, охватывающий почти все крупнейшие области образования и науки. Он включает в себя 11 факультетов с более 14 000 студентов и около 1000 преподавателей. Факультеты университета находятся в пяти городах Центральной Сербии, в которой проживает около двух с половиной миллионов человек.

## История
Крагуевацкий университет возник на базе лицея княжества Сербия, первого высшего учебного заведения в современной Сербии, основанного в Крагуеваце указом князя Милоша Обреновича от 1 июля 1838 года. Его первым ректором был Атанасие Николич (1803-1882). Лицей княжества Сербия заложил основы высшего образования, из которых в начале 1960-х годов возникли первые современные высшие учебные заведения.
Университет был основан 21 мая 1976 года. Изначально было 5 факультетов и 2 НИИ, а на сегодняшний день 12 факультетов и 1 НИИ, расположенные в шести городах Центральной Сербии: Крагуеваце, Чачаке, Ягодине, Кралево, Ужице и Врнячке-Бане.
Сегодня Крагуевацкий университет - это современный образовательный и исследовательский центр, охватывающий практически все основные области преподавания и научных исследований, с численностью студентов 18.000 человек и 1.200 профессорско-преподавательским составом.
Факультеты:
- Агрономический (Чачак)
- Экономический (Крагуевац)
- Машиностроительный (Кралево)
- Медицинский (Крагуевац)
- Педагогический (Ягодина)
- Юридический (Крагуевац)
- Природно-математический (Крагуевац)
- Технический (Чачак)
- Факультет подготовки учителей (Ужице)
- Факультет туризма и сервиса (Врнячка-Баня)
- Инженерных наук (Крагуевац)
- Филологии и искусств (Крагуевац)